# Division I 1982-1983
La Division I 1982-1983 è stata la 80ª edizione della massima serie del campionato belga di calcio, disputata tra il settembre 1982 e il maggio 1983 e conclusa con la vittoria dello Standard Liegi, al suo ottavo titolo e secondo consecutivo.
Capocannoniere del torneo fu Erwin Vandenbergh (Anderlecht), con 20 reti.

## Formula
Come nella stagione precedente le squadre partecipanti furono 18 e disputarono un turno di andata e ritorno per un totale di 34 partite.
Le ultime 2 classificate retrocedettero in Division 2.
Le società ammesse alle coppe europee furono cinque: la squadra campione si qualificò alla Coppa dei Campioni 1983-1984, altre tre alla Coppa UEFA 1983-1984 e la vincitrice della coppa nazionale alla Coppa delle Coppe 1983-1984.

## Classifica finale
|    | Classifica                 | G  | V  | N  | P  | GF | GS | Dif | Pt |
| -- | -------------------------- | -- | -- | -- | -- | -- | -- | --- | -- |
| 1  | Standard Liegi             | 34 | 22 | 6  | 6  | 78 | 34 | 44  | 50 |
| 2  | Anderlecht                 | 34 | 20 | 9  | 5  | 74 | 33 | 41  | 49 |
| 3  | Anversa                    | 34 | 20 | 6  | 8  | 56 | 30 | 26  | 46 |
| 4  | Gent                       | 34 | 18 | 10 | 6  | 60 | 42 | 18  | 46 |
| 5  | Club Bruges                | 34 | 17 | 9  | 8  | 58 | 49 | 9   | 43 |
| 6  | KSK Beveren                | 34 | 15 | 10 | 9  | 68 | 38 | 30  | 40 |
| 7  | K. Waterschei SV Thor Genk | 34 | 14 | 9  | 11 | 48 | 49 | -1  | 37 |
| 8  | KSC Lokeren                | 34 | 13 | 9  | 12 | 42 | 38 | 4   | 35 |
| 9  | RFC Liégeois               | 34 | 11 | 10 | 13 | 34 | 54 | -20 | 32 |
| 10 | RWD Molenbeek              | 34 | 9  | 13 | 12 | 32 | 38 | -6  | 31 |
| 11 | KV Kortrijk                | 34 | 10 | 9  | 15 | 41 | 55 | -14 | 29 |
| 12 | KSV Cercle Brugge          | 34 | 7  | 15 | 12 | 38 | 49 | -11 | 29 |
| 13 | Sérésien                   | 34 | 8  | 12 | 14 | 41 | 62 | -21 | 28 |
| 14 | K. Lierse SK               | 34 | 10 | 7  | 17 | 34 | 52 | -18 | 27 |
| 15 | K. Beerschot VAV           | 34 | 8  | 9  | 17 | 43 | 61 | -18 | 25 |
| 16 | KSV Waregem                | 34 | 7  | 10 | 17 | 36 | 51 | -15 | 24 |
| 17 | KSK Tongeren               | 34 | 7  | 7  | 20 | 39 | 64 | -25 | 21 |
| 18 | KFC Winterslag             | 34 | 5  | 10 | 19 | 36 | 62 | -26 | 20 |

### Verdetti
- R. Standard de Liège campione del Belgio 1982-83.
- KSK Tongeren e KFC Winterslag retrocesse in Division II.